# Circuit paralel
Un circuit paralel este un circuit electric ale cărui ramuri sunt conectate prin noduri comune. Se pot grupa condensatoare, rezistori, inductori.
Circuitele paralele sunt o categorie de circuite electrice în care mai multe componente electronice, cum ar fi rezistoare, condensatoare sau bobine, sunt conectate între două noduri comune, formând astfel mai multe căi paralele prin care poate curge curentul electric.
Un avantaj al circuitor paralele este că, datorită mai multor căi prin care poate curge curentul, impedanța totală a circuitului este mai mică decât suma impedanțelor individuale ale componentelor. Aceasta înseamnă că circuitele paralele sunt mai eficiente în transmiterea curentului electric decât circuitele în serie.
Pentru a calcula impedanța totală a unui circuit paralel, se folosește formula:
1/Zt = 1/Z1 + 1/Z2 + 1/Z3 + ... + 1/Zn
unde Zt este impedanța totală a circuitului, iar Z1, Z2, Z3 etc. sunt impedanțele individuale ale componentelor. Această formulă poate fi utilizată pentru a calcula și alte mărimi ale circuitului, cum ar fi tensiunea, curentul și puterea.
În ceea ce privește rezistoarele, impedanța lor totală într-un circuit paralel poate fi calculată utilizând următoarea formulă:
1/Rt = 1/R1 + 1/R2 + 1/R3 + ... + 1/Rn
unde Rt este rezistența totală a circuitului, iar R1, R2, R3 etc. sunt rezistențele individuale ale componentelor.
Pentru a evita problemele legate de tensiunea sau curentul excesiv, este important să se țină cont de valorile nominale ale componentelor electronice și de specificațiile circuitului atunci când se proiectează un circuit paralel.
În concluzie, circuitele paralele sunt o modalitate eficientă de a transmite curent electric într-un sistem electronic, oferind un avantaj față de circuitele în serie prin reducerea impedanței totale a circuitului.

## Rezistori
Rezistența echivalentă a rezistorilor grupați în paralel este
{\displaystyle {1 \over {R_{total}}}={1 \over {R_{1}}}+{1 \over {R_{2}}}+\cdots +{1 \over {R_{n}}}}